# George Benson Anderson
George Benson Anderson, kanadski letalski častnik, vojaški pilot in letalski as, * 26. december 1897, † 17. november 1958.
Flight Lieutenant Anderson je v svoji vojaški službi dosegel 5 zračnih zmag.

## Življenjepis
Med prvo svetovno vojno je bil sprva pripadnik 3. krila Kraljeve pomorske zračne službe.
Poleti 1917 je bil premeščen k 3. pomorskemu eskadronu. 
Svojo prvo zračno zmago je dosegel s Sopwith Pup, a potem, ko je bil eskadron na novo opremljen, je ostale štiri zmage dosegel s Sopwith Camel.